# Christian Ludvig von Ascheberg
Christian Ludvig von Ascheberg, född 4 juni 1662, död 2 februari 1722, var en svensk generallöjtnant. Han var son till Rutger von Ascheberg.

## Biografi
Ascheberg blev volontär vid Sparres infanteriregemente i Holland 1680, fänrik 1681 och erhöll avsked i december 1682. Han blev därefter löjtnant vid livgardet och kapten där 1687. Aschenberg deltog i Pfalziska tronföljdskriget under kurfursten av Bayerns befäl i de allierades fälttåg vid Rhen 1690 och under hertigen av Luxemburg i fransmännens fälttåg i Flandern 1691 och blev 1692 överstelöjtnant vid Riksänkedrottningens livregemente till häst. Han efterträdde 1694 sin far som överste och regementschef vid regementet 1694.
År 1709 blev han generalmajor vid kavalleriet. År 1710 deltog han i skånska fälttåget där han hade uppdrag att från västra Sverige föra sitt eget och två andra regementen som förstärkningar till huvudarmén, och anslöt sig till denna vid Osby den 8 februari 1710. I slaget vid Helsingborg tjänstgjorde Aschenberg som generalmajor av högra flygeln under Johan August Meijerfeldt den äldre och förde härvid befälet över flygelns första linje. Han deltog därefter i fälttåget i Bohuslän 1711.
Tidvis var han ställföreträdande befälhavare över bohuslänska armén åren 1711-1712. Ascheberg deltog i Magnus Stenbocks fälttåg i Mecklenburg och i Schleswig-Holstein 1712-13. I slaget vid Gadebusch förde Ascheberg befälet över vänstra flygelns föra linje och var sedan generallöjtnant Carl Gustaf Dücker i stridens början blivit sårad äldst i graden av befälhavarna på flygeln. Under inneslutningen i Tönningen var Ascheberg förordnad som kommendant över den svenska delen av garnisonen. Han blev fången 1713 vid kapitulationen i Tönningen, men utväxlades kort därpå. Samma år utnämndes han till generallöjtnant av kavalleriet. Ascheberg deltog i det norska fälttåget 1716 och blev i samband med detta avskedad av Karl XII.